# ترتیب عضویت ایالات آمریکا

نقشه مصور ترتیب عضویت ایالات در تاریخ آمریکا

1. دلاویر (۷ دسامبر ۱۷۸۷) از کشور دلاور
2. پنسیلوانیا (۱۲ دسامبر ۱۷۸۷) از استان پنسیلوانیا
3. نیوجرسی (۱۸ دسامبر ۱۷۸۷) از استان نیوجرسی
4. جورجیا (۲ ژانویه ۱۷۸۸) از استان جورجیا
5. کانکتیکات (۹ ژانویه ۱۷۸۸) از مستعمره کانکتیکات
6. ماساچوست (۶ فوریه ۱۷۸۸) از استان ساحل ماساچوست
7. مریلند (۲۸ آوریل ۱۷۸۸) از استان مریلند
8. کارولینای جنوبی (۲۳ مه ۱۷۸۸) از استان کارولینای جنوبی
9. نیوهمپشایر (۲۳ ژوئن ۱۷۸۸) از استان نیوهمشایر
10. ویرجینیا (۲۵ ژوئن ۱۷۸۸) از مستعمره ویرجینیا
11. نیویورک (۲۶ ژوئیه ۱۷۸۸) از استان نیویورک
12. کارولینای شمالی (۲۱ نوامبر ۱۷۸۹) از استان کارولینای شمالی
13. رودآیلند (۲۹ مه ۱۷۹۰) از مستعمره رودآیلند
14. ورمانت (۴ مارس ۱۷۹۱) از استان نیویورک و استان نیوهمشایر
15. کنتاکی (۱ ژوئن ۱۷۹۲) از ویرجینیا
16. تنسی (۱ ژوئن ۱۷۹۲) استان کارولینای شمالی و سرزمین شمالغرب
17. اوهایو (۱ مارس ۱۸۰۳) قلمرو شمالغرب
18. لوئیزیانا (۳۰ آوریل ۱۸۱۲) از سرزمین اورلئان
19. ایندیانا (۱۱ دسامبر ۱۸۱۶) از سرزمین ایندیانا
20. می‌سی‌سی‌پی (۱۰ دسامبر۱۸۱۷) از سرزمین می‌سی‌سی‌پی
21. ایلینوی (۳ دسامبر ۱۸۱۸) از سرزمین ایلی نویز
22. آلاباما (۱۴ دسامبر ۱۸۱۹) از سرزمین آلاباما
23. مین (۱۵ مارس ۱۸۲۰) از ایالت ماساچوست
24. میسوری (۱۰ اوت ۱۸۲۱) از سرزمین میسوری
25. آرکانزاس (۱۵ ژوئن ۱۸۳۶) از سرزمین آرکانزاس
26. میشیگان (۲۶ ژوئیه ۱۸۳۷) از سرزمین میشیگان
27. فلوریدا (۳ مارس ۱۸۴۵) از سرزمین فلوریدا
28. تگزاس (۲۹ دسامبر ۱۸۴۵) از جمهوری تگزاس
29. آیووا (۲۸ دسامبر ۱۸۴۶) از سرزمین آیووا
30. ویسکانسین (۲۹ مه ۱۸۴۸) سرزمین ویسکانسین
31. کالیفرنیا (۹ سپتامبر ۱۸۵۰) جمهوری کالیفرنیا
32. مینه‌سوتا (۱۱ مه ۱۸۵۸) سرزمین مینه سوتا
33. اوریگان (۱۴ فوریه ۱۸۵۹) سرزمین اورگن
34. کانزاس (۲۹ ژانویه ۱۸۶۱) قلمرو کانزاس
35. ویرجینیای غربی (۲۰ ژوئن ۱۸۶۳) ایالت ویرجینیا
36. نوادا (۳۱ اکنبر ۱۸۶۴) سرزمین نوادا
37. نبراسکا (۱ مارس ۱۸۶۷) سرزمین نبراسکا
38. کلرادو (۱ اوت ۱۸۷۶) سرزمین کلرادو
39. داکوتای شمالی (۲ نوامبر ۱۸۸۹) سرزمین داکوتا
40. داکوتای جنوبی (۲ نوامبر ۱۸۸۹) سرزمین داکوتا
41. مونتانا (۸ نوامبر ۱۸۸۹) سرزمین مونتانا
42. واشینگتن (۱۱ نوامبر ۱۸۸۹) سرزمین واشینگتن
43. آیداهو (۳ ژوئیه ۱۸۹۰) سرزمین ایداهو
44. وایومینگ (۱۰ ژوئیه ۱۸۹۰) سرزمین وایومینگ
45. یوتا (۴ ژانویه ۱۸۹۶) قلمروی یوتا
46. اوکلاهما (۱۶ نوامبر ۱۹۰۷) قلمروی اکلاهما و قلمروی ایندیانا
47. نیومکزیکو (۶ ژانویه ۱۹۱۲) سرزمین نیومکزیکو
48. آریزونا (۱۴ فوریه ۱۹۱۲) سرزمین آریزونا
49. آلاسکا (۳ ژانویه ۱۹۵۹) قلمروی آلاسکا
50. هاوایی (۲۱ اوت ۱۹۵۹) قلمروی هاوایی